# IC 612
IC 612 ist eine linsenförmige Galaxie mit aktivem Galaxienkern vom Hubble-Typ S0-a im Sternbild Löwe auf der Ekliptik. Sie ist rund 428 Millionen Lichtjahre von der Milchstraße entfernt und hat einen Durchmesser von etwa 75.000 Lichtjahren.

Im selben Himmelsareal befinden sich u. a. die Galaxien NGC 3217, IC 606, IC 613, IC 615.
Das Objekt wurde am 18. April 1893 vom französischen Astronomen Stéphane Javelle entdeckt.